# Olkusz (stacja kolejowa)
Olkusz – stacja kolejowa w Olkuszu, w województwie małopolskim, w powiecie olkuskim. Kasa biletowa i poczekalnia zostały zamknięte w maju 2012 roku.

## Ruch pasażerski
| Rok  | Wymiana pasażerska na dobę |
| ---- | -------------------------- |
| 2017 | 50-99                      |
| 2018 | 100-149                    |
| 2019 | 100-149                    |
| 2020 | 100-149                    |
| 2021 | 150-199                    |
| 2022 | 300-499                    |
| 2023 | 500-699                    |